# گلزارپور
گلزارپور (به انگلیسی: Gulzarpur) یک منطقهٔ مسکونی در پاکستان است که در پنجاب واقع شده‌است. گلزارپور ۱۱۴ متر بالاتر از سطح دریا واقع شده‌است.